# Venda a terminis
S'anomena compravenda a terminis a una modalitat de compravenda utilitzada, normalment, per a béns duradors, a través de la qual el pagament del preu no es fa en el moment de l'adquisició del bé, sinó que difereix en el temps a través d'una sèrie de pagaments denominats "terminis", "quotes" o "abonaments" (a vegades, també reben col·loquialment el nom de "lletres").
Les compres a terminis normalment tenen lloc en casos en què els béns objecte de la compravenda té preus elevats, i tracten de facilitar al comprador l'accés a aquests. Són una forma de finançament mitjançant la qual el venedor accepta cobrar el preu de forma esglaonada o parcialitzada per poder ampliar el seu mercat, amb la qual cosa tracta d'aconseguir un increment en les seves vendes. L'objecte de les compres a terminis solen ser béns duradors, si bé això no és així en tots els casos. En particular, s'ha estès el pagament a terminis a un altre tipus de béns o serveis, com els viatges o fins i tot les intervencions quirúrgiques.
La garantia del pagament del preu és normalment el mateix bé venut (encara que també poden ser-ho altres béns que posseeixi el deutor), de manera que l'impagament d'un o més terminis sol implicar l'embargament d'ells. En alguns casos, pot estar involucrat en l'operació una penyora sense desplaçament sobre el mateix bé venut, o lletres de canvi o pagarés, per assegurar el compliment dels terminis o quotes.
Afirma Jóse Alejandro Bonivento, en el seu llibre Los principales contratos civiles', que la compra a terminis és una forma de pagament quan es convé en un termini posterior per al pagament del preu; entenent que el termini que s'acordi pot ser per a la satisfacció en quotes o en un sol valor; l'important, per establir aquesta modalitat, és que el pagament es faci amb data posterior al perfeccionament del contracte. El termini ha de ser estipulat expressament.
S'ha d'advertir que el pagament del preu a terminis no altera la característica d'instantaneïtat de la compravenda. Difícil resultaria considerar aquest contracte d'execució successiva per la forma de pagament a terminis. El contracte perfeccionat crea obligacions la realització de les quals se suposa immediata o instantània.